# Lupionópolis
Lupionópolis é um município brasileiro do estado do Paraná. Sua população, conforme dados do IBGE de 2010, era de 4.592 habitantes.

## História
Lupionópolis tem como marco inicial de sua história a cessão de uma gleba de terras requeridas pela Empresa Imobiliária “ANIS ABBUDI & CIA LTDA”, a qual imediatamente mediu e demarcaram a área em lotes e sítios, formando assim o patrimônio de um plano preestabelecido de colonização e povoamento.
No dia 27 de janeiro de 1951, através da Lei Estadual n° 613 foi criado o município de Lupionópolis, cujo nome de origem em homenagem ao então Governador do Estado do Paraná, Moysés Lupion. A 14 de dezembro de 1952, procedeu à instalação oficial do município, sendo o primeiro prefeito municipal Ibraim Abbud Neto, bem como empossados os demais membros da Câmara de Vereadores.
As vendas de terras teve um planejamento onde os sítios, assim como a zona urbana, foram limitados, loteados e vendidos, seguindo-se o padrão de colonização inglesa que se estabelecera no Norte do Paraná, nas décadas precedentes. A população de Lupionópolis cresceu rapidamente, havendo dedicação às atividades agrícolas, principalmente a cultura do café que favoreceu o desenvolvimento municipal.

## Etnias
A população é composta por descendentes de italianos, espanhóis, portugueses, libaneses e japoneses, mineiros e nordestinos, assim como paulistas, vindos da região da Alta Sorocabana. 

## Economia
A erradicação dos cafezais, somada a outros fatores, contribuiu, e muito, para que os produtores deixassem a zona rural, nos períodos da década de 1970-1980. Outros fatores, como a  mecanização da agricultura e a modificação fundiária (tamanho dos sítios e fazendas) fez com que a população rural de 6.409 habitantes (censo 1960) para 767 (censo 2000). 
Também na zona urbana ocorreram transformações, principalmente nas relações comerciais, afinal o pequeno centro urbano, que servia como provedor dos gêneros de consumo básicos das populações rurais, viu sua população aumentar de 2073 (censo 1960) para 3554 habitantes (censo 2000). 
A agrícolas local gira em torno do cultivo de produtos hortigranjeiros para consumo familiar e local e as commodities (soja, milho e eventualmente, trigo) dominam a paisagem rural do município. 

## Festas
Algumas eventos agitam a cidade durante o ano, como a "Festa do Padroeiro" (Cristo Rei), a "Festa de Nossa Senhora Aparecida" (Festa Mariana, em maio), "Festa Juninas". A maior festa acontece na segunda semana de março, a Festa do Peão Boiadeiro (LUPEÃO), aos moldes dos rodeios norte americanos, assim como acontece em quase toda a região Norte do Paraná.

## Clima
Por causa da sua baixa altitude, predomina-se um clima subtropical, onde os verões são quentes e os invernos frios, raramente enfrentando geadas. No inverno de 1975 a cidade também enfrentou a "Geada Negra", que na madrugada de 19 de julho de 1975, toda a região Norte do Estado enfrentou temperaturas abaixo de 0°C e estima-se que em Lupionópolis os termômetros marcaram -4,5°C.

## Geografia

### Distritos
O município tem o distrito de Mairá.  